# Gannay-sur-Loire
Gannay-sur-Loire é uma comuna francesa na região administrativa de Auvérnia-Ródano-Alpes, no departamento Allier. Estende-se por uma área de 32,73 km². Em 2010 a comuna tinha 416 habitantes (densidade: 12,7 hab./km²).